# Robin Hood Gardens
Robin Hood Gardens è un complesso residenziale a Poplar Londra, progettato alla fine degli anni 1960 dagli architetti Alison e Peter Smithson e completato nel 1972. Fu costruito come un complesso di edilizia popolare con case sparse in "edifici a torre": edilizia sociale caratterizzata da ampie passerelle aeree ("srade") in lunghi isolati in cemento; era una reazione contro l'Unité d'Habitation di Le Corbusier. Fu costruito dal Greater London Council, ma successivamente passarono al London Borough of Tower Hamlets.
Lo schema, il primo grande progetto abitativo costruito dagli Smithson, consisteva in due isolati, uno di 10 e uno di sette piani; incarnava le idee pubblicate per la prima volta nel loro tentativo fallito di vincere il contratto per costruire la Golden Lane Estate.
Uno schema di riqualificazione, noto come Blackwall Reach, prevedeva la demolizione dei Robin Hood Gardens come parte di un più ampio progetto di rigenerazione locale approvato nel 2012. Nel 2009 è fallito un tentativo, sostenuto da alcuni illustri architetti, di far considerare gli edifici del complesso edilizio come patrimonio culturale. La demolizione del blocco occidentale è iniziata nel dicembre 2017, mentre quello orientale, ancora abitato da inquilini, verrà successivamente demolito. Il sito conterrà 1.575 appartamenti.
Parte dell'edificio è stata conservata presso il Victoria and Albert Museum ed è stata presentata alla Biennale di Architettura di Venezia nel 2018.

## Posizione

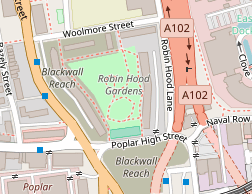
Robin Hood Gardens

Robin Hood Gardens si trovava in un luogo ristretto, a Poplar, nella zona est di Londra. A sud c'è Poplar High Street e la A1261, a nord Woolmore Street e la A13 East India Dock Road, a ovest Cotton Street, che collega la A13 all'Isle of Dogs e Canary Wharf, mentre a est c'è Robin Hood Lane e la A102 Blackwall Tunnel Northern Approach Road.
Nel 1885 gli insalubri bassifondi vennero sostituiti da sette caseggiati noti come Grosvenor Buildings. Questi furono demoliti nel 1965, dopo di che furono resi disponibili 2 ettari che collegavano altri spazi dismessi.
Il complesso si trovava all'estremità nord del Blackwall Tunnel, dove negli anni 1990 è stata costruita una stazione della Docklands Light Railway per collegare la City di Londra a Canary Wharf. Era in vista della vicina Balfron Tower, entrambi esempi molto visibili di architettura brutalista.

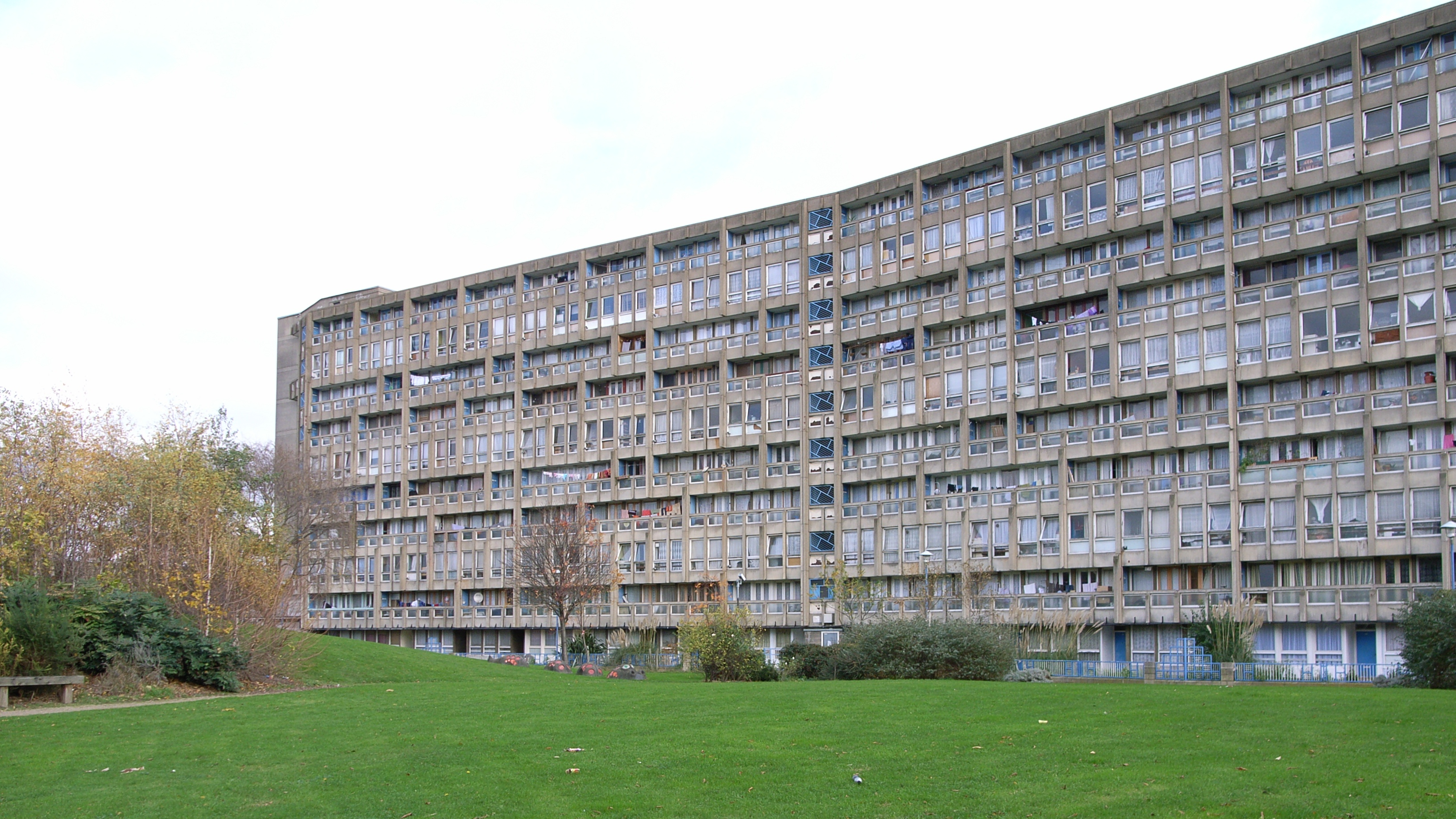
Il lato ovest (lato interno) del blocco est di 10 piani

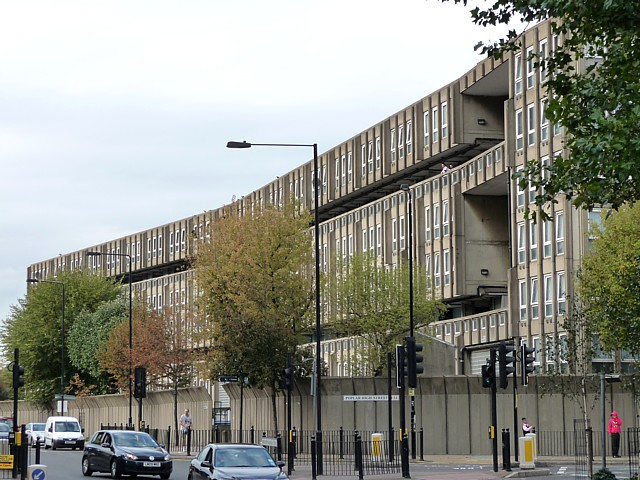
Il lato ovest (lato esterno) del blocco ovest

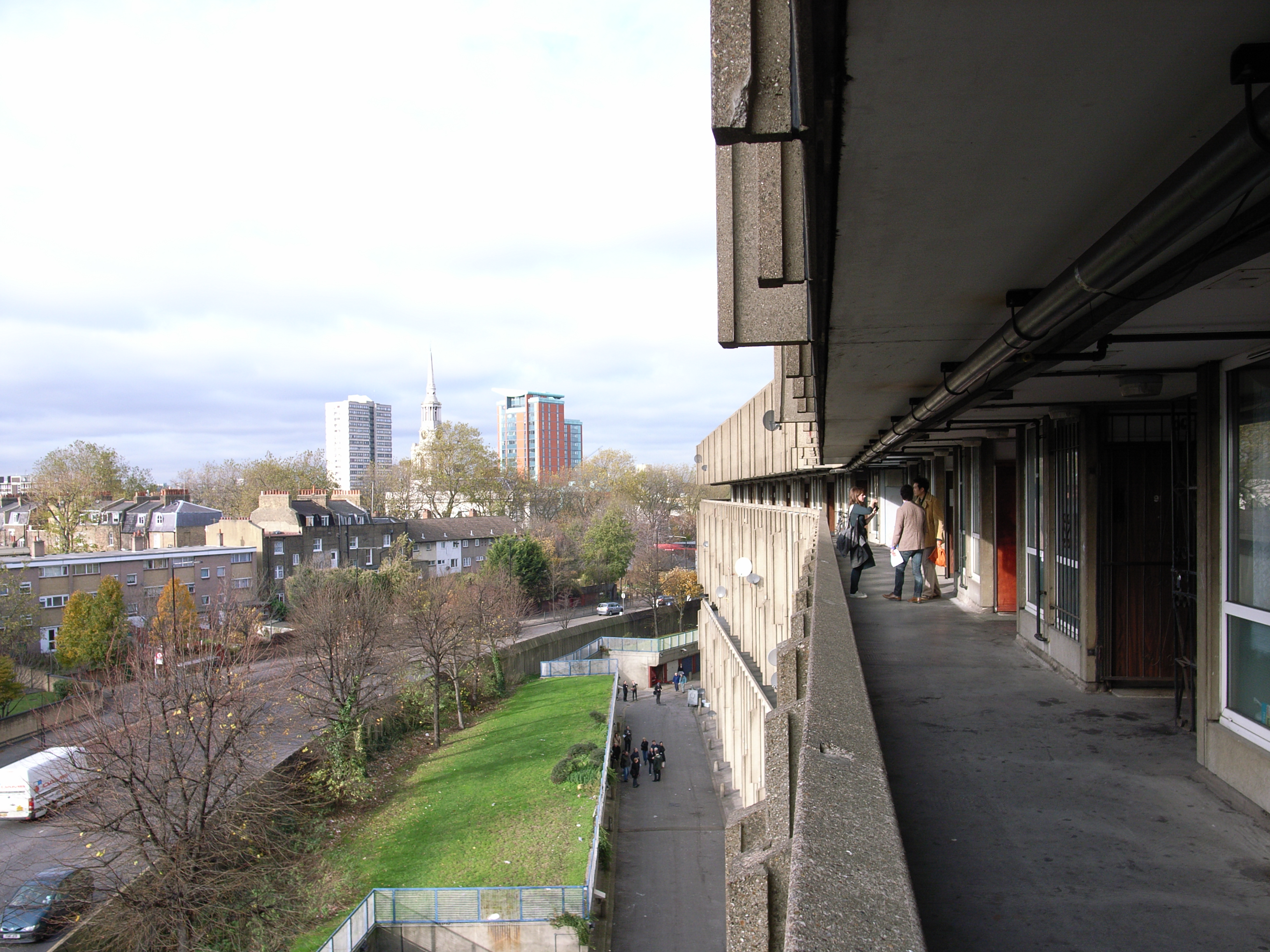
"Strade nel cielo", guardando a nord-ovest attraverso Cotton Street

### Filosofia del progetto
Gli Smithson erano architetti influenti, del gruppo dell'Architectural Association, che non erano riusciti a vincere il contratto per la Golden Lane Estate, ma pubblicarono e promossero il loro design radicale. Proposero che l'edificio non fosse l'unità fondamentale dell'architettura, ma che fosse una rete di strade pedonali. Non posizionarono gli edifici su una griglia rettilinea fissa, come era normale per gli edifici modernisti, ma su percorsi utilizzati dai residenti. Notarono che le esigenze dei pedoni erano diverse da quelle dell'automobilista e dei veicoli di servizio. In precedenza erano state realizzate le case torri, come Spangenblok Housing (1912) di Michiel Brinkman a Rotterdam, ma erano legate al modello stradale esistente e i percorsi che gli Smithson proponevano di utilizzare in Golden Lane erano indipendenti e non rettilinei. Robin Hood Gardens era un'implementazione fisica di questi principi precedenti.

### Proprietà
Il progetto era costituito da due lunghi edifici curvi, uno di fronte all'altro, con uno spazio verde centrale, e in totale copriva 1,5 ettari. Gli edifici erano di dieci piani (est) e sette piani (ovest), costruiti con blocchi di lastre di cemento prefabbricato e contenevano 213 appartamenti. La costruzione iniziò nel 1968, i primi appartamenti furono consegnati nel 1971 e il progetto nel suo insieme fu completato nel 1972 ad un costo di 1.845.585 di sterline. Nell'area verde centrale c'era una piccola collina artificiale.

### Spazio vitale
Le unità abitative erano un misto di appartamenti a un piano e villette a due piani, con da due a sei camere da letto. Le villette erano state progettate con le camere da letto rivolte verso l'interno, proteggendo i residenti dal rumore del traffico. Un'altra caratteristica del design erano gli ampi balconi su ogni terzo piano; il concetto era quello di fornire uno spazio pubblico che incoraggiasse l'interazione. Accanto alle porte d'ingresso vennero costruite alcove chiamate "spazi di pausa" sulle "strade" che gli Smithson speravano che i residenti potessero personalizzare e divenire un luogo dove avrebbero potuto giocare i bambini. Come per molti altri edifici per alloggi comunali nel Regno Unito, le proprietà erano alquanto diversificate e includevano inquilini di alloggi sociali, locatari che esercitavano il diritto di acquisto e proprietari privati e inquilini privati dei locatari.

## Ricezione
Il progetto aveva molti difetti. Il concetto di "strade nel cielo" spesso non funzionava nella pratica. I passaggi pedonali e soprattutto le scale chiuse contenevano numerosi punti ciechi, comprese le nicchie davanti alle porte. A differenza di una vera strada cittadina, mancavano i passanti regolari che fungessero da deterrente alla criminalità e al disordine. Questo è il concetto denominato "occhi per strada" da Jane Jacobs in The Death and Life of Great American Cities. Questo perché le passerelle non erano strade principali e per lo più terminavano con un vicolo cieco fuori terra. Di conseguenza, le uniche persone che condividevano le passerelle con i loro residenti erano gli spacciatori e i rapinatori che li depredavano. Inoltre, un residente non avrebbe potuto facilmente sfuggire ad un agguato nel passaggio pedonale.
Il calcestruzzo a vista non aveva una grande durata e al momento della demolizione era in cattive condizioni. Il sito era inoltre isolato dall'ambiente circostante e dalle strade, e la scelta progettuale di volgere l'intero sviluppo verso l'interno, situazione aggravata dal circondarlo con un muro di cemento simile a una prigione, fece sì che la possibilità di qualsiasi grazia salvifica di un rapporto positivo con i suoi dintorni era andata perduta.

Robin Hood Gardens sullo sfondo

Una tesi di dottorato del 1982 diede un verdetto schiacciante: "L'accesso all'edificio è, a nostro avviso, mal concepito: la zona 'senza stress' è abusata, la mancanza di privacy comune è una preoccupazione costante, le scritte sulle pareti sono difficili da ignorare e innegabilmente correlate a gran parte del vandalismo insensato che ha distrutto le strutture comunali. Gli inquilini non fanno uso dei ponti e, di conseguenza, l'idea di 'strada' non ha alcuna validità fattuale… [La nostra] valutazione finale deve essere che, socialmente, l'edificio non funziona. L'estetica lucidamente argomentata degli Smithson ha fallito a Robin Hood Gardens."

## Piani di riqualificazione
Il Consiglio ha dichiarato che il sito fa parte di un'area di rigenerazione più ampia denominata Blackwall Reach, delimitata a nord dalla East India Dock Road, dal Blackwall Tunnel Northern Approach (A102) e dall'East India Docks a est, Aspen Way a sud e Cotton Street a ovest. Prevede di creare 1.575 nuove unità abitative in un'area ampliata insieme a miglioramenti alla scuola elementare, un nuovo parco e altre strutture comunitarie. Solo 698 delle unità (45%) saranno "convenienti"
Nell'aprile 2010, Tower Hamlets ha selezionato gruppi di architetti, associazioni edilizie e sviluppatori per intraprendere il progetto da 500 milioni di sterline. Prima dell'annuncio finale, i progetti per gli edifici sostitutivi sono stati condannati da The Observer come "tariffe generiche per sviluppatori, senza... nessun senso del luogo".
È stata selezionata la Swan Housing Association, con un progetto per sostituire l'attuale gruppo di 252 abitazioni con un massimo di 1.700, di cui 700 per l'edilizia sociale e la proprietà condivisa. Includerebbe anche spazi aperti, strutture comunitarie e migliori collegamenti con l'area circostante.
I progetti di demolizione sono stati approvati dal Tower Hamlets Council il 15 marzo 2012. L'approvazione definitiva del progetto di riqualificazione è stata data nel dicembre 2012.
C'è stato un lungo periodo di sgombero degli appartamenti dai residenti, sia inquilini che proprietari che avevano approfittato del diritto di acquisto. Un caso di studio pubblicato sulla rivista The Big Issue mostra che a un proprietario sono state offerte 178.000 sterline dal comune per il suo appartamento con due camere da letto a Robin Hood Gardens, quando una proprietà equivalente a Poplar costerebbe 347.000 sterline. Se avesse accettato una proposta di proprietà condivisa, sarebbero passati sette anni prima di poter riacquistare la piena proprietà.

## Tentativi di conservazione

### Prima campagna
Nel 2008 è stata organizzata una campagna dalla rivista Building Design e dalla Twentieth Century Society per inserire i Robin Hood Gardens nell'elenco dei monumenti storici al fine di salvarli dalla demolizione, con il sostegno di Richard Rogers e della defunta Zaha Hadid. Quest'ultima lo considerava il suo edificio preferito a Londra. Tuttavia, l'English Heritage non ha appoggiato la proposta, visto che i suoi commissari hanno annullato il parere del proprio comitato consultivo. Questo perché non rispondeva pienamente ai rigidi criteri di censimento degli edifici del dopoguerra, e poiché il progetto dell'edificio aveva subito gravi carenze fin dall'inizio, visto che i progettisti erano stati costretti a scendere a compromessi su varie questioni, tra cui la larghezza dei ponti di accesso.
La campagna per salvare i Robin Hood Gardens ha ricevuto pochissimo sostegno da coloro che dovevano vivere nell'edificio, con oltre il 75% dei residenti che ne hanno sostenuto la demolizione dopo essere stati consultati dall'autorità locale. Il giudizio di un residente, pubblicato su Building Design nel giugno 2009, sosteneva che l'80% dei residenti voleva che fosse ristrutturato. Nell'ottobre 2009, il consigliere dell'opposizione al Collegio di Poplar and Limehouse, Tim Archer (conservatore) ha accusato il Consiglio di ignorare i problemi di manutenzione per incoraggiare i residenti a trasferirsi.
Nel maggio 2009, il ministro della Cultura, Andy Burnham, ha ribadito una precedente decisione del governo di non elencare la proprietà e ha anche concesso un certificato di immunità dal riconoscimento, il che significa che la struttura non può essere riconsiderata per almeno cinque anni. Questa decisione ministeriale ha approvato la raccomandazione di English Heritage secondo cui i Robin Hood Gardens "non sono un luogo in cui vivere per gli esseri umani" e non meritano la protezione del patrimonio statutario, lasciando la strada aperta al Tower Hamlets Council per procedere con la sua demolizione e riqualificazione.

### Seconda campagna
Dopo la scadenza dei cinque anni, è stata presentata una seconda domanda dalla Twentieth Century Society e ancora una volta è stata supportata da molti architetti, incluso il figlio degli Smithson, Simon Smithson, ma è stata respinta da Historic England nel 2015. La demolizione del blocco occidentale è iniziata nell'agosto 2017. Il blocco orientale ha ancora degli inquilini e verrà demolito in seguito.

### Conservazione presso il V&A
Il Victoria and Albert Museum ha recuperato una sezione di tre piani dei Robin Hood Gardens. Ha aggiunto due sezioni del giardino e delle facciate rivolte verso la strada, inclusa una delle sue passerelle sopraelevate che erano al centro del concetto di "strade nel cielo" degli Smithson. La sezione della facciata raggiunge quasi 9 metri di altezza e 5,5 metri di larghezza, rappresentando una sezione completa dello schema ripetuto di parti prefabbricate che formavano le facciate degli edifici. Sono inclusi gli accessori originali, compresi i mobili che arredavano alcune delle pareti interne.